# 司马耕

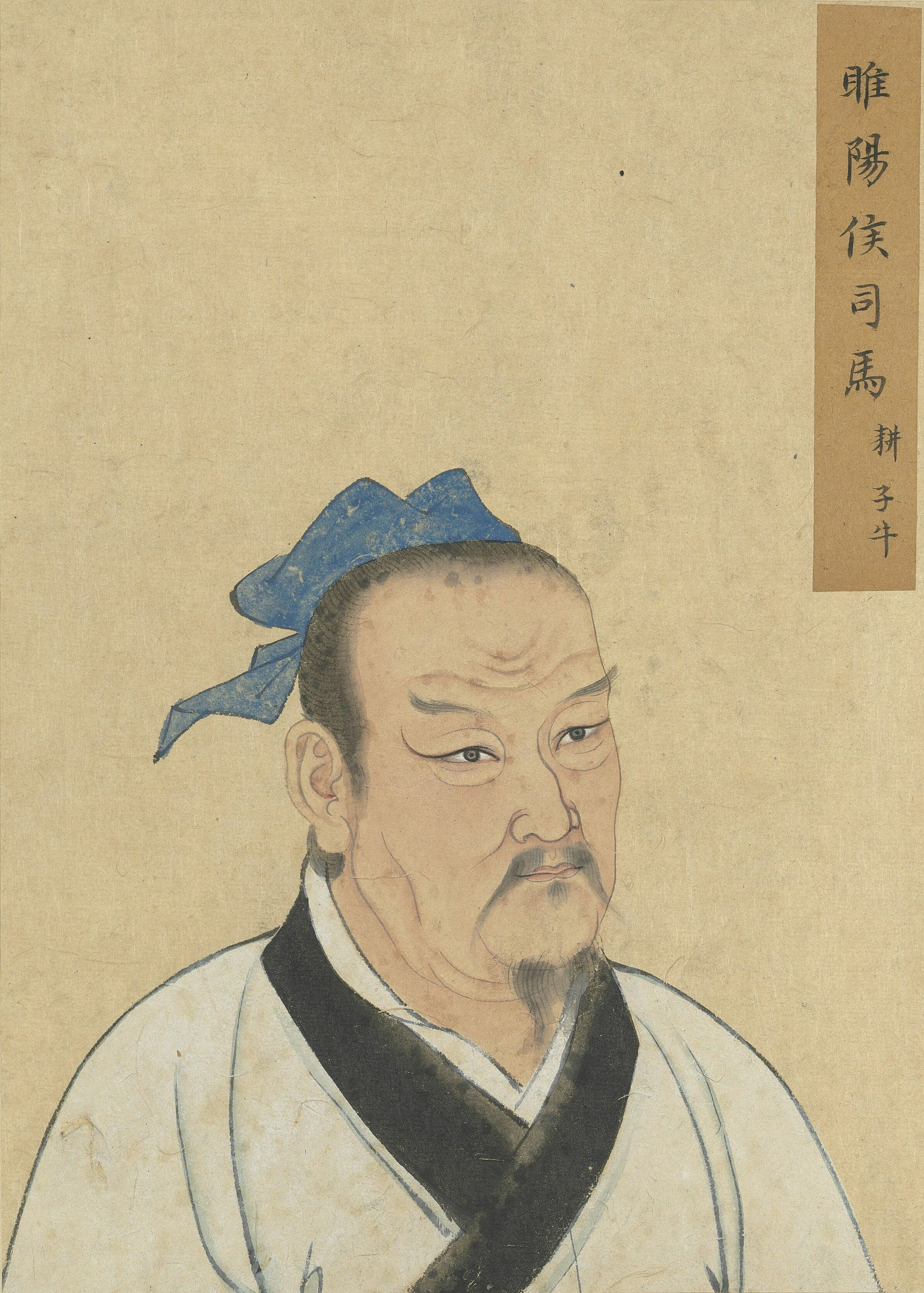
司馬耕

司马耕（?—?），一名犁，子姓，向氏，字子牛，向羅之子，孔子七十二弟子之一，宋国人。前481年，因桓魋专权，司马牛交出封邑，离开宋国到齐国。桓魋出奔齐国，司马牛又到吳国，赵简子、陈成子召他，司马牛没有去，在鲁国城门外去世。
- 牛多言而躁。問仁於孔子，孔子曰：「仁者其言也訒。」曰：「其言也訒，斯可謂之仁乎？」子曰：「為之難，言之得無訒乎！」
- 問君子，子曰：「君子不憂不懼。」曰：「不憂不懼，斯可謂之君子乎？」子曰：「內省不疚，夫何憂何懼！”
- 司馬牛憂曰：“人皆有兄弟，我獨亡。”子夏曰：“商聞之矣：『死生有命，富貴在天。』君子敬而無失，與人恭而有禮。四海之內，皆兄弟也。君子何患乎無兄弟也？”

唐玄宗開元二十七年（739年）封司马耕为向伯。宋真宗大中祥符二年（1009年），加封司马耕楚丘侯。宋度宗咸淳三年（1267年），司马耕以睢阳侯从祀孔子。

## 参看
- 孔子
- 孔子弟子列表